# Szputnyik (hordozórakéta)
A Szputnyik (GRAU-kódja: 8K71PSZ) szovjet hordozórakéta típus, amelyek a világ első műholdjait (PSZ–1, PSZ–2, PSZ–3) állították Föld körüli pályára. Módosított változata a 8A91 verzió, mely a Szputnyik–3 műhold hordozórakétája volt. Összesen négy indítást hajtottak végre a hordozórakétával, ebből három volt sikeres.

## Története
Az R–7 Szemjorka a legelső szovjet interkontinentális ballisztikus rakéta (ICBM; GRAU-kód: 8K71) volt, melyet Szergej Koroljov munkacsoportjával tervezett. Körülményes kiszolgálása miatt nagyon rövid ideig állt rendszerben (felkészítése mintegy 20 órát vett igénybe), továbbfejlesztésével hozták létre a szovjet űrrakéta-típusok többségét, többek között a világ első három műholdját, a Szputnyik–1-et, a Szputnyik–2-t és a Szputnyik–3-at pályára állító hordozórakétát.
A rakéta párhuzamosan elrendezett elemekből állt. Mindkét fokozat hajtóanyaga folyékony. A négy gyorsítórakéta mint első fokozat a második fokozat köré lett építve. A rakéta rövidebb, stabilabb és műszakilag kezelhetőbb lett. Alacsony Föld körüli pályára állítandó, kis tömegű műholdak indítására volt alkalmas.
Indulótömege 270 t, magassága 30-32,5 méter. Stabilizátorszárnyak fölötti törzsátmérője 10,3 m, törzsátmérője 2,99 m. Hasznos teher 500 kilogramm. A bajkonuri űrrepülőtérről, az 5-ös jelű indítóállásból lett felbocsátva.
Első repülése 1957. október 4., az utolsó 1957. november 3.

### 1. fokozat
Indulótömege 43 t, magassága 19 m. Törzsátmérője 2,7 méter. Üzemanyaga RP–1 kerozin és folyékony oxigén, 4 darab hajtóműve RD–107 típusú.

### 2. fokozat
Indulótömege 94 tonna, magassága 28 méter. Törzsátmérője 3 m. Üzemanyaga RP–1 kerozin és folyékony oxigén, 1 darab hajtóműve RD–108 típusú.